# Regimiento de Infantería Großdeutschland
El Regimiento de Infantería Großdeutschland (en alemán: Infanterie-Regiment Großdeutschland; lit. Regimiento de Infantería Gran Alemania) fue una unidad ceremonial y de combate  de élite del ejército alemán que entró en combate durante la Segunda Guerra Mundial. Originalmente formado en 1921, se conocía como Wachregiment Berlin. Renombrado como Infanterie-Regiment Großdeutschland en 1939, el regimiento sirvió en las campañas en Francia y los Países Bajos. Luego sirvió exclusivamente en el Frente Oriental hasta el final de la guerra. Fue destruido cerca de Baltisk en mayo de 1945.
El Großdeutschland a veces se asocia erróneamente como parte de las Waffen-SS, cuando en realidad era una unidad del ejército alemán regular (Heer). En 1942 se amplió hasta formar la División Großdeutschland, la división mejor equipada de la Wehrmacht, que recibía equipo antes que todas las demás unidades, incluidas algunas unidades de las Waffen-SS; sin embargo, siguió siendo un regimiento dentro de la división y pasó a llamarse Grenadier-Regiment Großdeutschland. Recibió su nombre final, Panzergrenadier-Regiment Großdeutschland, en 1943.

## Creación y primeros años -Wachregiment Berlin

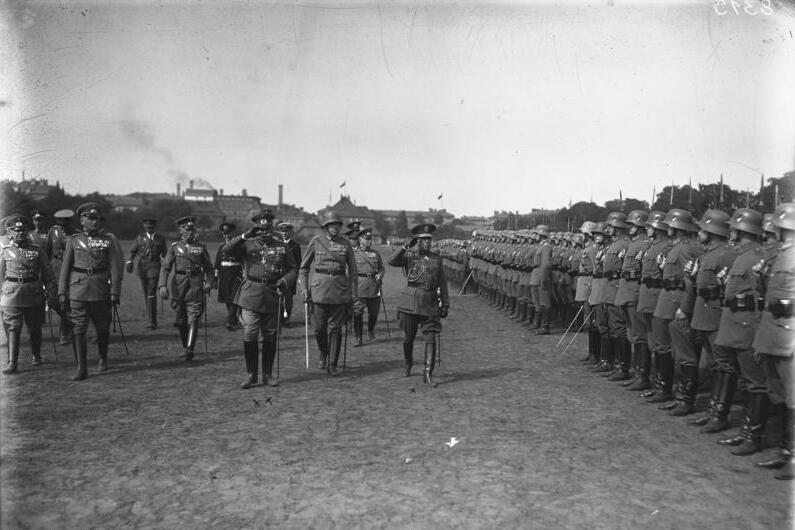
El Kommando der Wachtruppe en 1929.

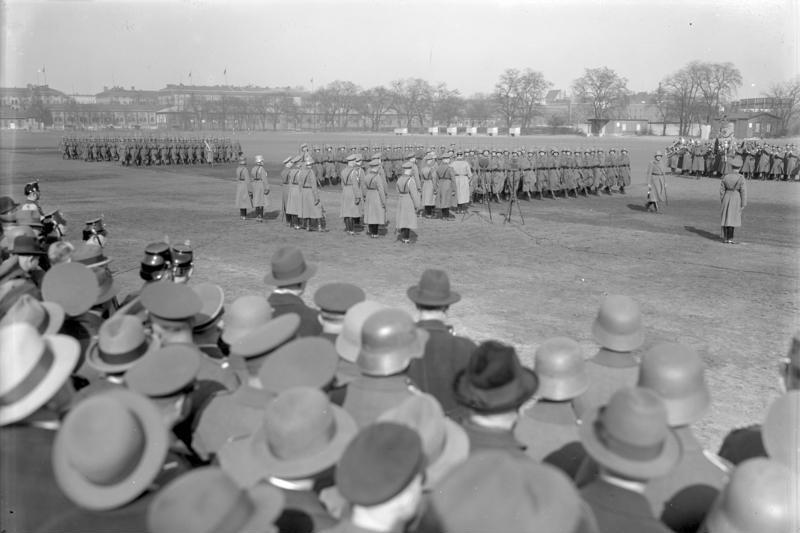
Berlín, desfile de los Wachtruppen, 1932.

Después del Tratado de Versalles, las fuerzas terrestres de Alemania (Reichsheer) se limitaron a tan solo 100.000 hombres. La República de Weimar estaba lejos de ser defendida. Los veteranos estaban formando grupos privados con sus propias agendas políticas denominados Freikorps. Los grupos comunistas y fascistas luchaban en las calles y la amenaza de un derrocamiento político debía tomarse en serio.
Para contrarrestar la amenaza de la revolución, el Wachregiment Berlin se fundó a principios de 1921. Además de defender la incipiente república, el Wachregiment se utilizaba para funciones ceremoniales y representativas, como desfiles y funciones de guardia en la capital. El Wachregiment duró poco y fue disuelto en junio de 1921. Sin embargo, la unidad pronto se renombró como Kommando der Wachtruppe, una unidad con las mismas funciones que el Wachregiment.
El Wachtruppe estaba compuesto por siete compañías, cada una de las cuales procedía de una de las siete divisiones permitidas a Alemania por el tratado. Cada compañía sirvió durante tres meses antes de regresar a su división matriz. De esta manera, el Wachtruppe representaba a todo el Reichsheer. La única unidad permanente era la banda de música, que servían como banda militar ceremonial oficial de Berlín.
El Kommando tenía su base en los barracones de Moabit, y todos los lunes, miércoles, viernes y sábados realizaba una ceremonia de cambio de guardia para el público. Esta ceremonia era bastante modesta, pero el domingo, martes y jueves toda el Wachtruppe, acompañada por la banda del regimiento, marchaba desde los cuarteles a través de la Puerta de Brandeburgo y al Edificio de la Nueva Guardia de Berlín, similar al cambio de la Guardia de la Reina en el Palacio de Buckingham.
La llegada del NSDAP al poder y el nombramiento de Adolf Hitler como canciller en 1933 no supuso ningún cambio para el Wachtruppe. En 1934, la unidad pasó a llamarse Wachtruppe Berlin y en 1936 tuvo un nuevo acuartelamiento y una compañía administrativa elevó el tamaño de la unidad a un batallón completo con 8 compañías.
En junio de 1937, la unidad volvió a llamarse, esta vez a Wach Regiment Berlin. El sistema de reclutamiento fue reelaborado, con destinos que ya no estaban en las líneas divisionales, sino que se asignaban soldados concretos a la unidad para períodos de servicio de 6 meses. También se agregó una compañía de suministros al orden de batalla del Regimiento.
El Wach Regiment Berlin proporcionó escoltas y guardias de honor para visitas de estado, conferencias y durante los Juegos Olímpicos.
A pesar de que la seguridad personal de Hitler estaba en manos de la SS Leibstandarte, al estallar la Segunda Guerra Mundial se seleccionó un pequeño destacamento del Wach Regiment para convertirse en el cuerpo guardaespaldas oficial de Hitler. Esta unidad se denominó Führer Begleit (Escolta del Führer), y finalmente se expandiría al tamaño de una división (véase División Führer-Begleit).

## Infanterie-Regiment Großdeutschland- Francia y Países Bajos

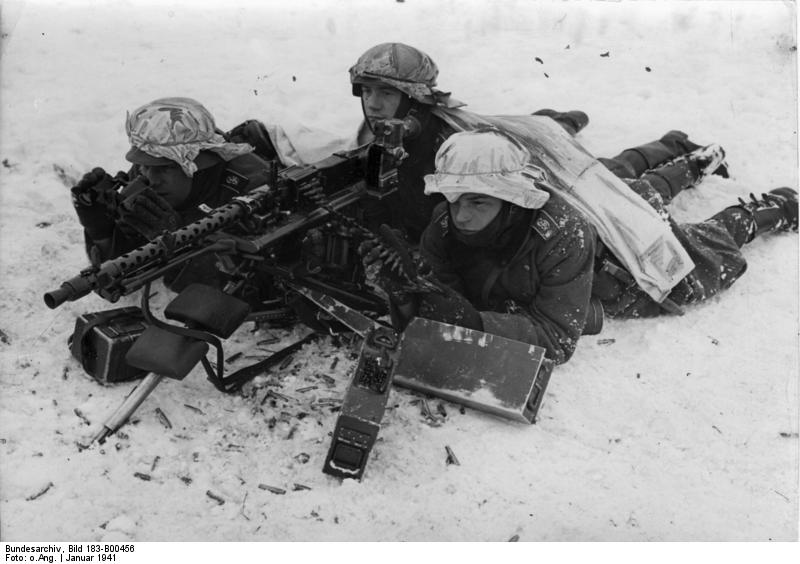
Soldados del regimiento Großdeutschland manejan una MG 34 con trípode.

En los meses previos a la Segunda Guerra Mundial, mientras el resto de la Wehrmacht marchaba hacia el Sarre, Austria y Checoslovaquia, los hombres del Wach Regiment Berlin marchaban recorriendo Unter den Linden Strasse todos los domingos.
En la primera semana de 1939, Hitler ordenó que el Wach Regiment pasara a llamarse Infanterie-Regiment Großdeutschland. La unidad era ahora un cuadro permanente y, a diferencia de otros regimientos del ejército alemán (que se formaban en una región en particular), los futuros reclutas del Großdeutschland debían ser reclutados a través de líneas nacionales, con oficiales también seleccionados a nivel nacional. La unidad fue activada oficialmente el 14 de junio de 1939 y la ocasión estuvo marcada por un desfile por las calles de la capital.
El regimiento se estaba reorganizando en septiembre de 1939 y no participó en Fall Weiss (la invasión de Polonia), hecho que melló el orgullo del regimiento que llevaba el nombre de la nación. Sin embargo, en mayo de 1940, el regimiento fue adjuntado al Panzergruppe Kleist del Generalfeldmarschall Ewald von Kleist y entró en combate desde el comienzo de Fall Gelb, la invasión de las potencias occidentales, el 10 de mayo de 1940.
El primer día de la invasión, la mayoría del regimiento Großdeutschland se adjuntó a la 10.ª División Panzer y participó en la batalla de Luxemburgo en un intento de flanquear las fortificaciones del sur de Bélgica. Mientras tanto, 3.º batallón estuvo involucrado en un ataque aerotransportado más al norte, en Bélgica. Luego, el regimiento participó en el cruce del río Mosa. Cerca de la ciudad de Stonne, el regimiento se vio envuelto en intensos combates con las fuerzas armadas francesas.
Después, el regimiento marchó hacia el norte, hacia Dunkerque, y participó en la derrota del contraataque británico en Arrás. El Großdeutschland participó entonces en la defensa de la bolsa de Dunkerque, antes de ser trasladado al sur para unirse al ataque a través del Sena.
Durante la derrota del ejército francés, en junio de 1940, el regimiento masacró a soldados africanos y a sus oficiales blancos que había hecho prisioneros cerca delBois d'Eraine. La rendición francesa se produjo mientras el regimiento se encontraba en Lyon. Después de una parada en París para participar en el desfile de la victoria alemana, el regimiento fue enviado a Celsace para preparar la Operación León Marino, la invasión planeada de Gran Bretaña. Después de que se cancelara la operación, el regimiento se trasladó al sur de Francia para la Operación Félix, la invasión planeada de Gibraltar.

## Yugoslavia - Operación Barbarroja
Después de la cancelación de la Operación Félix, el Großdeutschland fue trasladado al este de Rumania para participar en la campaña yugoslava en curso. Las operaciones del regimiento en esta campaña perseguían principalmente a las rotas fuerzas yugoslavas. El 1.º Batallón estuvo involucrado en la ocupación de Belgrado, antes de que el regimiento regresara al norte de Polonia para participar en la Operación Barbarroja.
El 22 de abril de 1941, los soldados del Regimiento de Infantería Grossdeutschland cometieron un crimen de guerra en el cementerio de la ciudad de Pančevo cuando 35 hombres y una mujer fueron ejecutados como represalia por la muerte de cuatro soldados alemanes. Las fotos de propaganda y las películas de las ejecuciones se utilizaron décadas después del evento para ayudar a documentar la complicidad de la Wehrmacht en las atrocidades alemanas durante la guerra.
Para la invasión de la Unión Soviética, el regimiento fue adjuntado al Heeresgruppe Mitte del Generalfeldmarschall Fedor von Bock. Después de cruzar la frontera el 27 de junio de 1941, el regimiento participó en las batallas alrededor de Minsk y en la creación de la bolsa de Minsk. El Großdeutschland luego cruzó el Dnieper y avanzó hacia Yelnia, donde se vio envuelto en intensos combates y sufrió grandes pérdidas. Después de la eliminación del saliente de Yelnia, el regimiento avanzó nuevamente y participó en la batalla de Kiev. A finales de año, el Großdeutschland brindó apoyo a tres divisiones de infantería comprometidas en mantener la línea del río Oka cerca de Oriol.
La ofensiva de invierno soviética le costó muy caro al regimiento, y a principios de febrero el 2.º batallón fue disuelto y los supervivientes se utilizaron para reforzar a los otros batallones. Más adelante, los dos batallones de granaderos se reformaron en un solo batallón. Después de más de 9 meses de intensos combates, el Großdeutschland fue retirado del frente y reorganizado. Los batallones disueltos fueron reintegrados y el regimiento descansó algunas semanas.

## Infanterie-Regiment Großdeutschland- 11 de abril de 1942

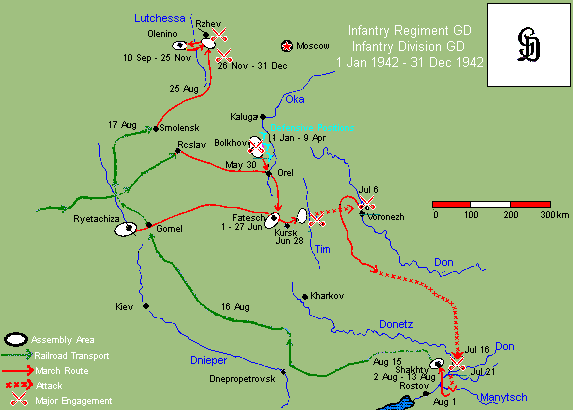

El 1 de abril de 1942, mientras descansaba y se reparaba cerca de Oriol, el regimiento fue reorganizado y ampliado para convertirse en la Infanterie-Division Großdeutschland (mot). El regimiento existente pasó a llamarse Infanterie-Regiment Großdeutschland 1, y se unió a la división como el Infanterie-Regiment Großdeutschland 2, que se había formado en Berlín. Se agregaron unidades de apoyo en la forma de batallón Panzer, un batallón de cañones de asalto y más fuego antiaéreo, artillería e ingenieros.
Después de la reorganización, la División Großdeutschland fue asignada al XLVIII Panzerkorps durante las fases iniciales de Fall Blau. La división participó en los exitosos ataques para cruzar la parte superior del río Don y capturar Vorónezh. En agosto, la división fue retirada a la orilla norte del Donets y mantenida como reserva móvil y fuerza de contraataque.

## Grenadier-Regiment Großdeutschland- 1 de octubre de 1942
El 1 de octubre de 1942, el regimiento pasó a llamarse Grenadier Regiment Großdeutschland. Sus contrapartes se convirtieron en el Füsilier Regiment GD. Después de la Operación Urano, el regimiento estuvo envuelto en intensos combates con el resto de la división cerca de Rzhev.

### Járkov
En enero-febrero de 1943, el Großdeutschland y el XLVIII Cuerpo Panzer, junto con el II SS Cuerpo Panzer, participaron en la Tercera batalla de Járkov. La división luchó junto a la 1.ª SS División Leibstandarte SS Adolf Hitler, la 2.ª División SS Das Reich y la 3.ª División SS Totenkopf durante estas batallas. Después de la caída de Járkov, el Großdeutschland fue retirado y reacondicionado. Esto incluyó equipar a la división con una compañía de tanques Tiger I.
El 1.º Batallón del Grenadier Regiment Großdeutschland fue reequipado en este momento con un puñado de vehículos Sd.Kfz. 251, principalmente vehículos de mando pero también algunos vehículos de transporte de tropas (SPW), y por los combates en Járkov, el batallón al mando del Mayor Otto-Ernst Remer fue completamente mecanizado con 83 Sd.Kfz 251. El Füsilier Regiment no recibió los suyos hasta la primavera de 1944.

## Panzergrenadier-Regiment Großdeutschland
En junio de 1943, con vehículos blindados de transporte de personal y una compañía de tanques Tiger, la división pasó a llamarse Panzergrenadier-Division Großdeutschland, y el Großdeutschland 1 pasó a llamarse Panzergrenadier Regiment Großdeutschland. Su contraparte en la división se denominó Panzerfüsilier Regiment Großdeutschland.

### Kursk
La división recién reequipada se adjuntó al 4. Panzer-Armee del Generaloberst Hermann Hoth, en preparación para la Operación Ciudadela, cuyo objetivo era cortar el saliente de Kursk. Durante el período de preparación, un batallón de nuevos Panther Ausf D quedaron bajo el control operativo del Großdeutschland. Después del lanzamiento de la operación, la división se involucró en la lucha para penetrar el flanco sur del saliente. La división fue retirada al pueblo de Tomarovka el 18 de julio de 1943.

### Batallas defensivas
Después de la batalla de Kursk, la división se transfirió de nuevo al Heeresgruppe Mitte y reanudó su papel como reserva móvil. El Großdeutschland luchó alrededor de Karáchev antes de ser transferido de regreso al XLVIII Cuerpo Panzer a finales de agosto. Durante el resto de 1943, el Großdeutschland combatió en este de Ucrania, participando en batallas alrededor de Járrkov, Bélgorod y finalmente en el Dniéper, terminando el año cerca de Michurin-Rog, al este de Krivói Rog.

## 1944
El Großdeutschland continuó luchando en el área de Krivói-Rog a principios de enero de 1944 hasta que fue trasladado al oeste para descansar y reacondicionarse. Durante este período, el 1./Regimiento Panzer 26 (Panther) se unió al Panzer Regiment Großdeutschland, y el 1.º Batallón del Großdeutschland se trasladó a Francia para reacondicionarse y entrenar con los nuevos tanques; no se reincorporaron a la división hasta después de la invasión de Normandía. El Panzergrenadier Regiment Großdeutschland constaba de 4 batallones en 1944, aunque en junio se redujo a tres.
La división, menos el Regimiento Panzer, estuvo combatiendo desde el Dniéster hasta el norte de Besarabia. A principios de mayo de 1944, la división, como parte del LVII Panzerkorps, participó en la batalla de Târgul Frumos, cerca de Iaşi, en Rumania.
La división estuvo luego involucrada en los combates alrededor de Podul. Después de un breve descanso a principios de julio, la división fue trasladada al norte de Rumanía y luego a Prusia Oriental. Durante los meses siguientes, el Großdeutschland se vio envuelto en intensos combates tanto en Prusia Oriental como en los Estados bálticos. Posteriormente, la división se vio obligada a retirarse a Alemania, donde casi fue destruida durante las batallas de la cabeza de puente de Memel.

## 1945
En marzo de 1945, la División Großdeutschland se había reducido a unos 4.000 hombres. Estos escaparon en barco y desembarcaron en Pillau. El 25 de abril de 1945, la división dejó de existir, habiendo sido destruida en las batallas alrededor de Pillau. Unos pocos cientos de supervivientes se dirigieron a Schleswig-Holstein y se rindieron a las fuerzas británicas. El resto se rindió al ejército soviético.

## Insignia delGroßdeutschland
La insignia del Großdeutschland consistía en las letras GD entrelazadas que se mostraban en las hombreras; También se distribuyó un brazalete, del tipo otorgado a las unidades de las Waffen-SS. La versión original (plata sobre verde) era del mismo color que el brazalete LANDZOLL (Servicio de Aduanas). En 1940, se introdujo uno nuevo (plata sobre negro), similar a los de las SS. Los brazaletes podían ser una de las razones por las que el Großdeutschland a menudo se identifica erróneamente como una formación de las Waffen-SS. Para distinguir entre los dos, se ordenó al Großdeutschland que llevara el brazalete en la manga derecha, mientras que las SS lo llevaban en la izquierda.
El brazalete no se otorgaba hasta después de que un soldado completara su entrenamiento y fuera aceptado en la división. Al igual que con todos la vestimenta militar alemana, estaba permitido portar los brazaletes aun estando desgastados por el tiempo, y los veteranos del Großdeutschland Regiment original todavía podían portar los brazaletes verdes más antiguos durante la campaña en Rusia.
Después de la expansión al tamaño de división, el regimiento usó un número "1" en blanco en la hombrera, luego reemplazado por el uso de nudos blancos en las hombreras, para distinguirlo del segundo regimiento que usaba nudos rojos. Incluso después de la reorganización como regimiento Panzergrendier, se mantuvo el waffenfarbe blanco.

## Comandantes
| Regimiento de Infantería Grossdeutschland (12 de junio de 1939 - abril de 1942) |                                                                 |
| Oberstleutnant (más tarde Oberst) Wilhelm-Hunert von Stockhausen | 12 de junio de 1939 - 10 de agosto de 1941                      |
| Oberst Gerhard Graf von Schwerin (Comandante temporal) | Primeros de mayo de 1940                                        |
| Oberst Walter Hörnlein | 10 de agosto de 1941 - 1 de abril de 1942                       |
| Regimiento de Infantería GD 1 (1 de abril de 1942 - 1 de octubre de 1942) Grenadier Regiment GD (1 de octubre de 1942 - junio de 1943) Panzergrenadier Regiment GD (junio de 1943 - 8 de mayo de 1945) |                                                                 |
| Oberst Köhler | 1 de abril de 1942 - 1 de diciembre de 1942 (muerto en combate) |
| Oberst Karl Lorenz | 1 de diciembre de 1942 - 14 de diciembre de 1942                |
| Oberst Kurt Moehring | 14 de diciembre de 1942 - 14 de enero de 1943                   |
| Oberst Karl Lorenz | 14 de enero de 1943 - 1 de agosto de 1944                       |
| Major Hugo Schimmel | 1 de agosto de 1944 - agosto de 1944                            |
| Major Harald Kriegk (?) | octubre de 1944                                                 |
| Major Wolfgang Heesemann | noviembre de 1944 - febrero de 1945 (muerto en combate)         |
| Major Friedrich-Karl Krützmann | febrero de 1945 - final de la guerra                            |